# Perros en la mitología china
El perro es un motivo importante en la mitología china, existiendo muchos mitos sobre ellos.

## Descripción
Entre los motivos sobre perros en la mitología china destacan: la figura de un perro que acompaña al héroe, el perro que es una de las doce criaturas tótem que dan nombre a los años, la primera provisión de grano, que permitió la agricultura actual fue dada por un perro, y aparece un perro mágico como ancestro primigenio en varios grupos étnicos.
El perro y la extensa creencia en entidades sobrenaturales son fundamentales para una ceremonia china anual conocida como el Día de Limpieza de Tumbas, que se celebra alrededor del 4 de abril durante el Festival Qingming. La gente visita las  tumbas de sus familiares y también de las mascotas.
La gente visita estos cementerios el Día de Limpieza de Tumbas y deja juguetes, comida y otros objetos favoritos como regalos para sus perros de la misma manera que durante siglos los chinos lo han hecho para sus antepasados. La visión china del perro como un recurso, más que como un compañero, parece haber cambiado drásticamente desde la antigüedad pero, como se señaló, el perro en realidad siempre ha sido más importante para la cultura de lo que muchos reconocen.

## Imágenes

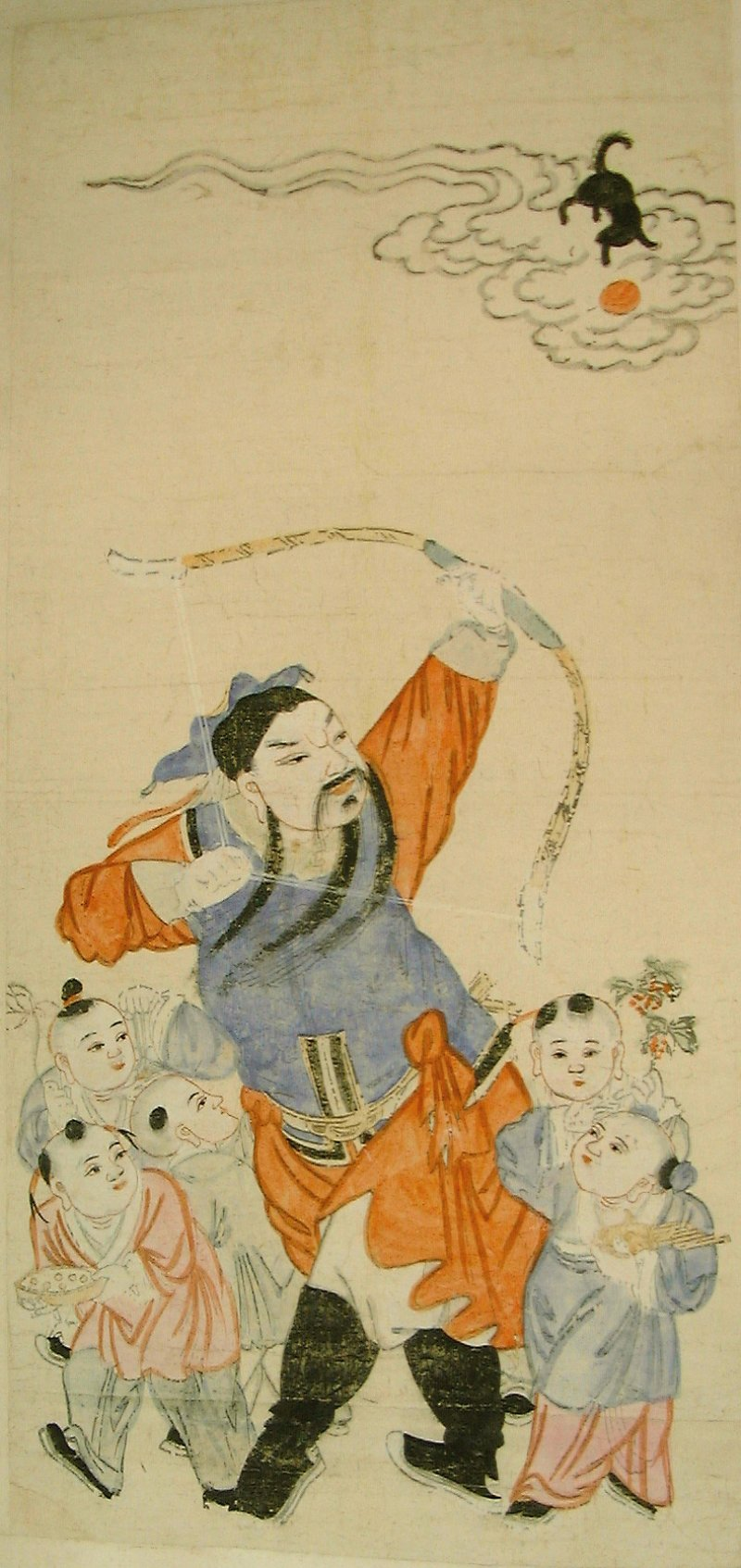
El inmortal Zhang Guo Lao disparando al Tiangou
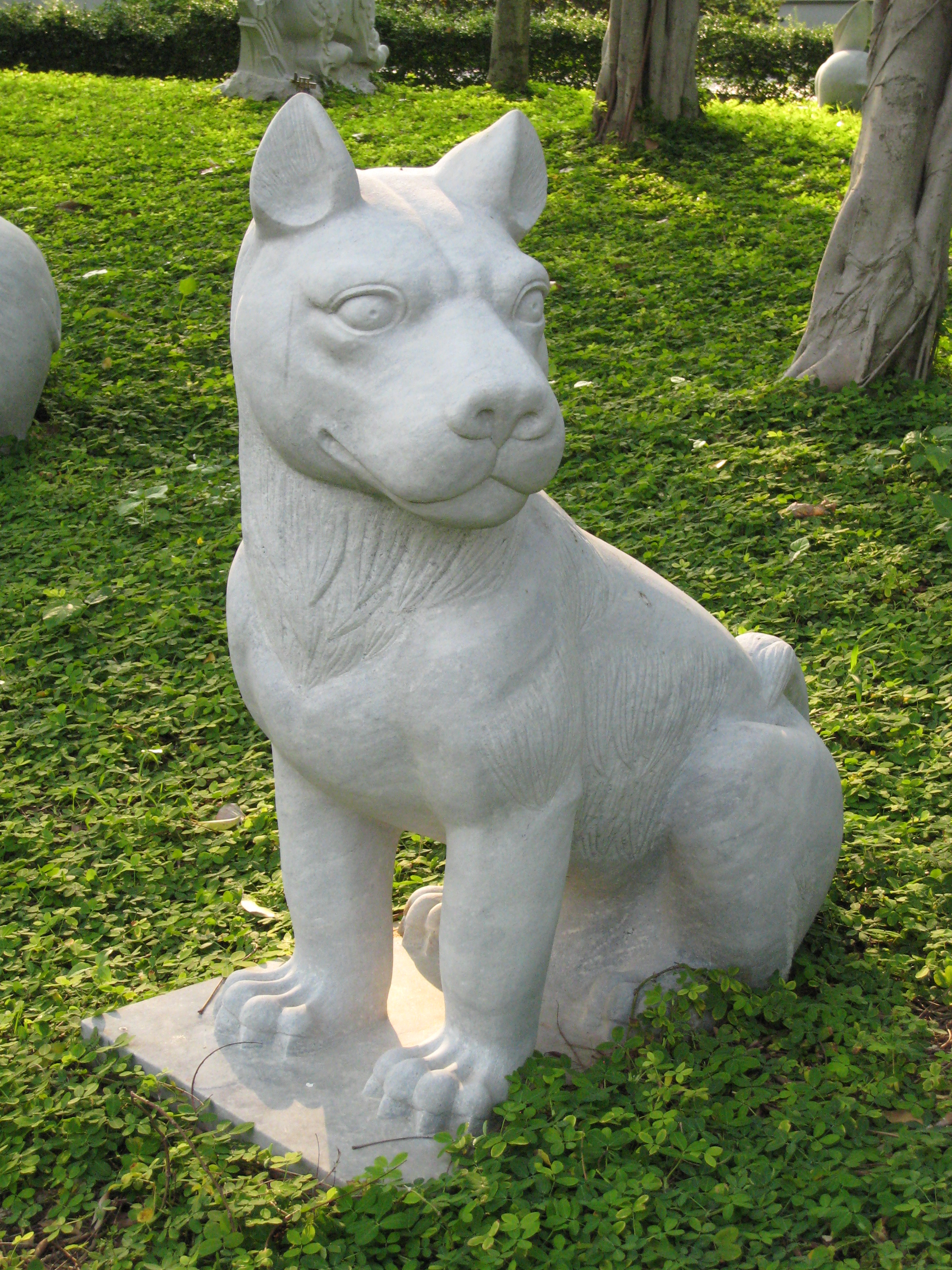
Estatua de perro, una de las 12 criaturas del zodiaco chino, en Kowloon, Hong Kong.
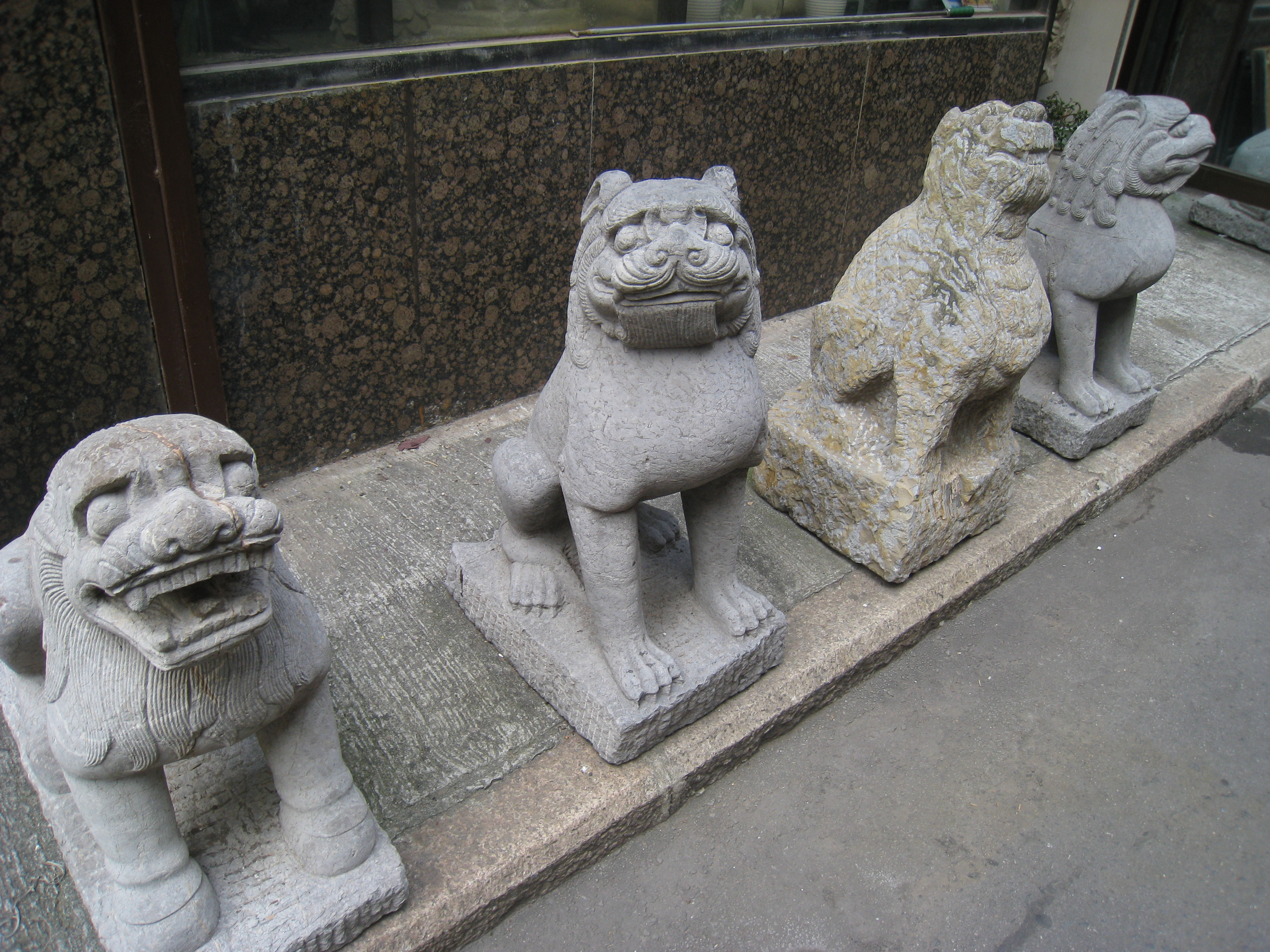
Estatuas chinas de leones, con figuras que se pronuncian de forma similar a la palabra perro en chino